# 죽어라지마
"죽어라지마"(Will Be Okay)는 한국에서 제작된 류훈 감독의 2004년 드라마 영화이다. 안길강 등이 주연으로 출연하였고 진승현 등이 제작에 참여하였다.

## 출연

### 주연
- 안길강
- 리민
- 이효심

### 조연
- 김라임

## 기타
- 조명: 박효훈
- 사운드: 김민수
- 사운드: 나하나
- 미술: 이미정